# Parc national de Stabbursdalen
Le parc national de Stabbursdalen est un parc national du nord de la Norvège qui protège la forêt de pins la plus septentrionale du monde. Il est situé dans le comté de Finnmark et a été créé en 1970 sur une zone forestière de 98 km² entourant la rivière. Considérablement agrandi en 2002, le parc couvre désormais une superficie de 747 kilomètres carrés,. Il comprend la rivière Stabbur et sa vallée, des montagnes, des plateaux et des cascades.

## Description
Le parc national de Stabbursdalen contient de nombreuses formes de paysage typiques du Finnmark : montagnes stériles, plateaux ouverts et ravins étroits, avec des bouleaux de montagne dispersés et des étendues de forêt de pins. Des cascades et des rapides entrecoupés de bassins profonds d’eau plate marquent la rivière Stabbur alors qu’elle traverse le parc national. Les montagnes escarpées de Gaissene au sud-est contrastent avec l’ancien paysage vallonné au nord et à l’ouest. 

## Faune et flore
Stabbursdalen abrite la forêt de pins la plus septentrionale du monde. Sa protection est donc l’un des objectifs majeurs de ce parc national. Le parc est l’habitat le plus septentrional pour de nombreuses espèces, dont le tétras-lyre et le balbuzard pêcheur, et les terres humides sont un lieu de reproduction important, en particulier pour les canards. Les vieux pins creux offrent de bons lieux de nidification pour le garrot et le grand harle.

## Population du parc
Pour le peuple Sami côtier (sjøsamene), les ressources naturelles de Stabbursdalen constituaient une part importante de leur subsistance. La chasse, la pêche et la collecte de fourrage ont de longues traditions, mais peu de traces subsistent dans le paysage. À Luobbal, le carex était auparavant coupé pour le fourrage d’hiver, tandis que les souches d’arbres dans la forêt témoignent de la coupe de bois pour la construction de bateaux et de maisons. Il y a des vestiges de fosses où les rennes sauvages étaient chassés dans le passé, mais l’élevage de rennes domestiques a pris le relais au XVIIe siècle. Aujourd’hui, la région offre un pâturage d’été pour les rennes,. 

## Galerie

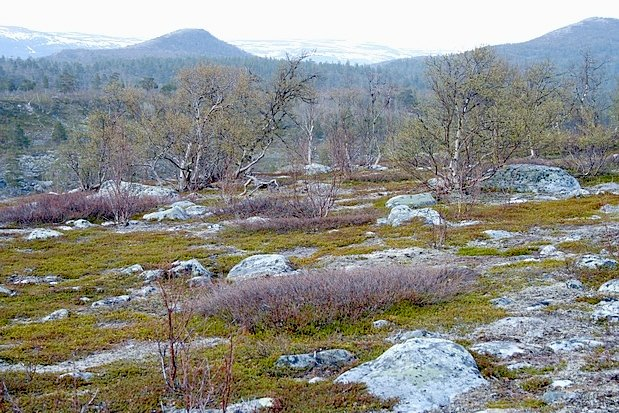
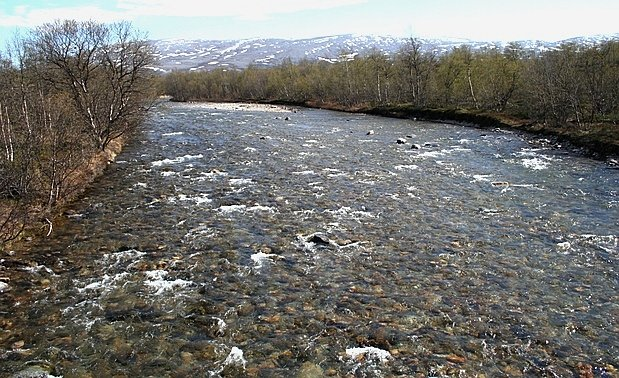
Rivière Stabbur.
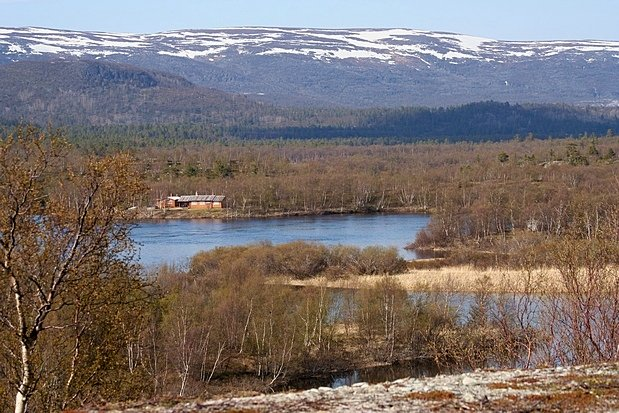
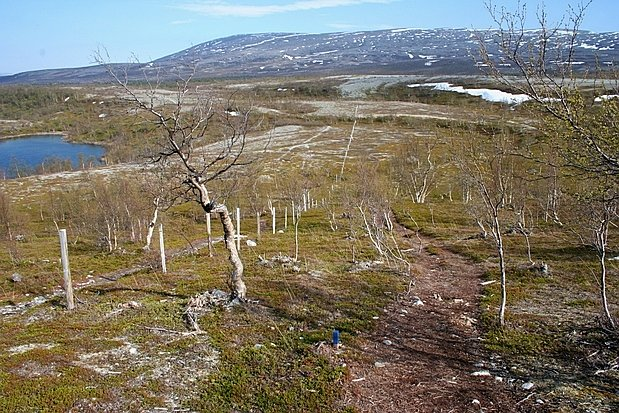
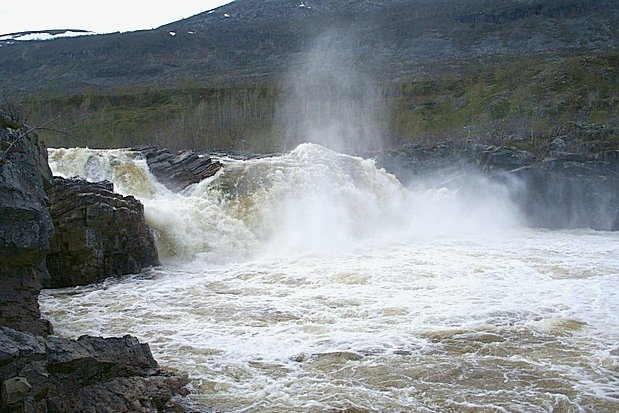
Chutes de la Stabbur.
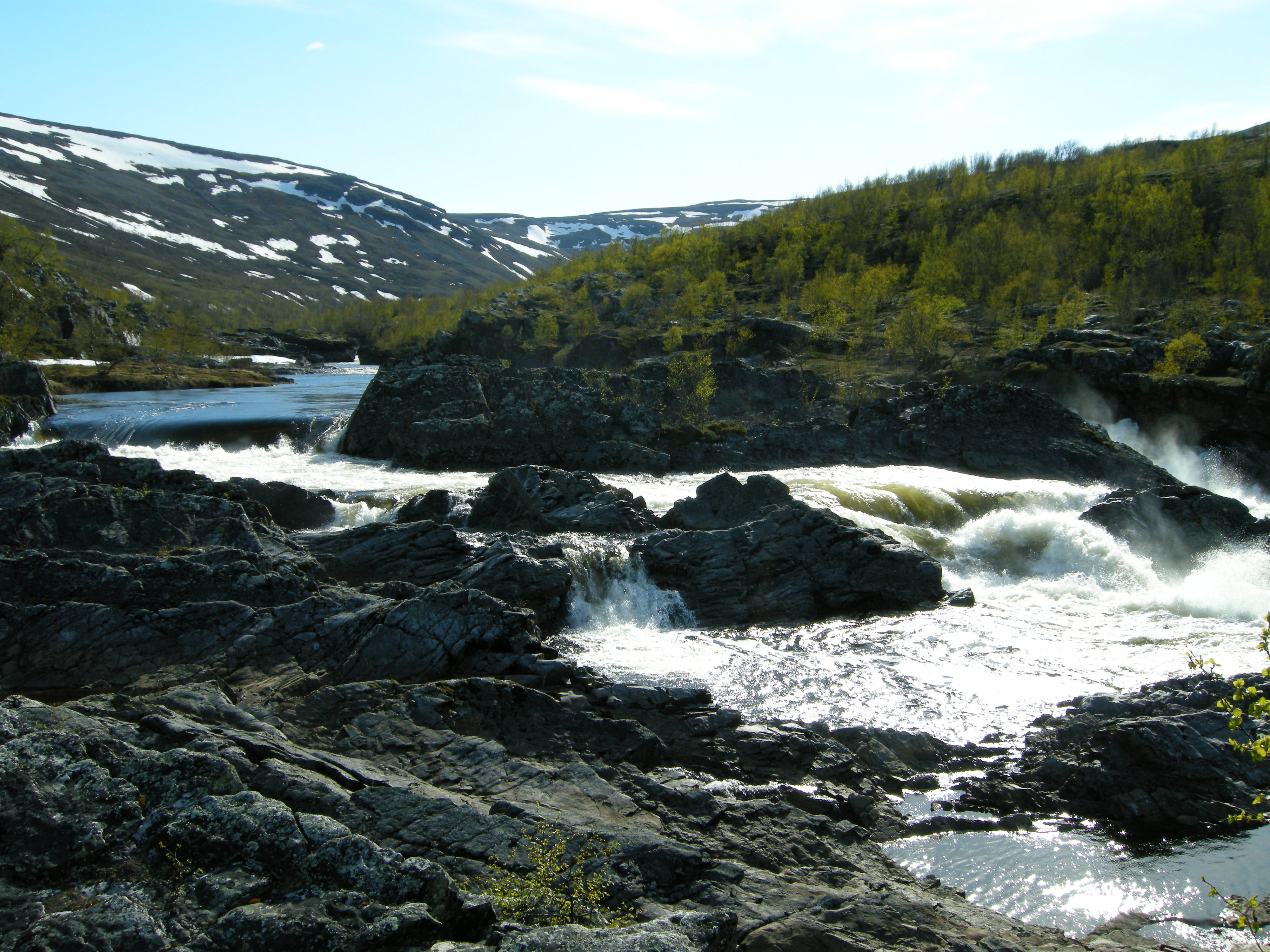
Cascades
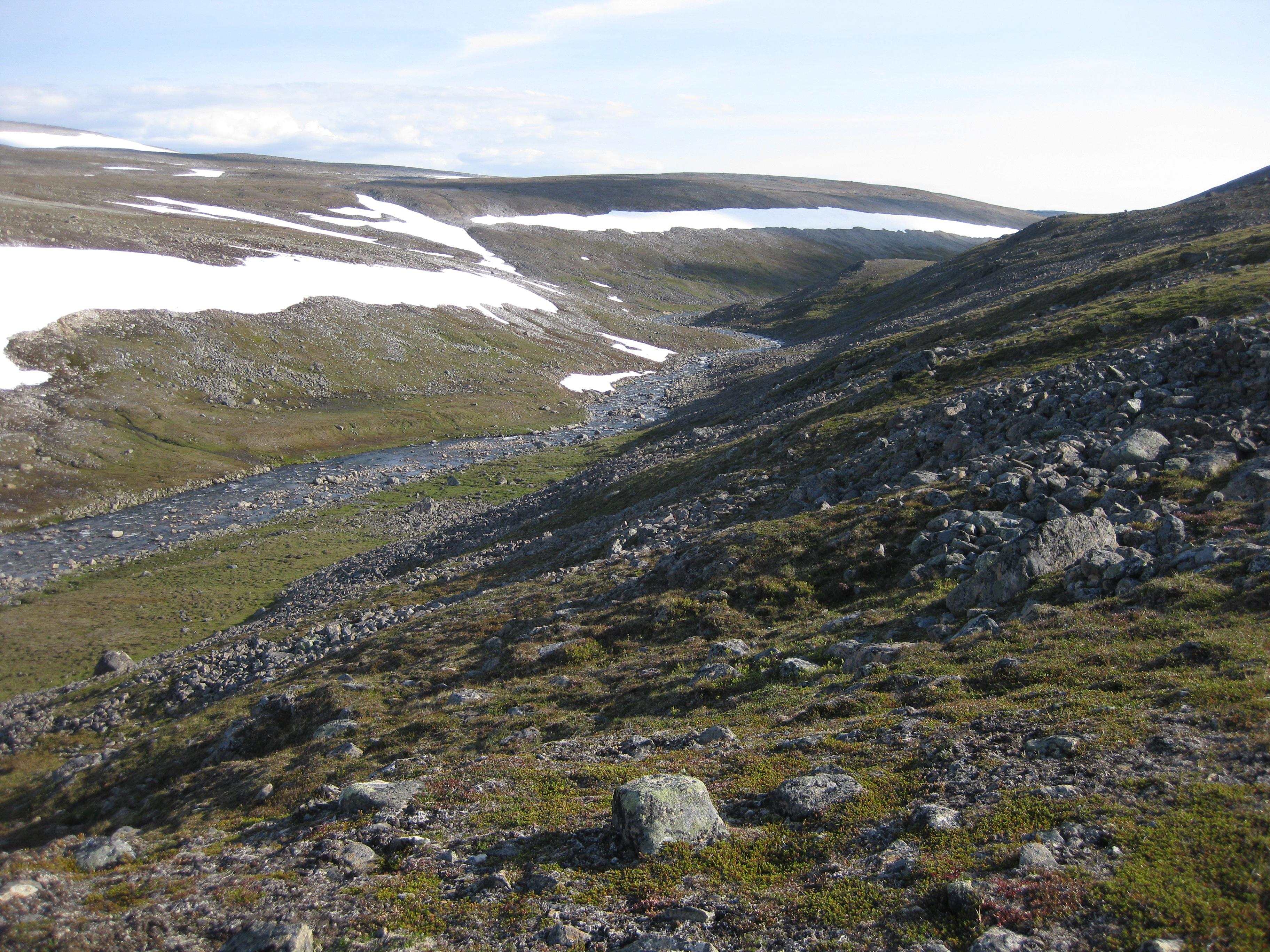
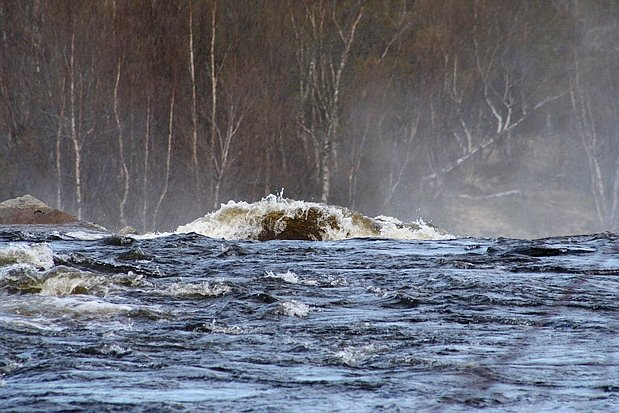
Rapides.